# 雪梨鑄幣廠
雪梨鑄幣廠（英語：Sydney Mint）是位於澳洲新南威爾士州悉尼的一座建築，亦為雪梨中心商業區最古老的現存公共建築。雪梨鑄幣廠修建於1811年至1816年。2016年7月，雪梨鑄幣廠迎來開業200週年。

## 外部連結
- Information on Sydney Mint on Historic Houses Trust Website
- Ellmoos, Laila. . Dictionary of Sydney. Dictionary of Sydney Trust. 2008  [9 October 2015].[CC-By-SA]